# Беркаринская волость
Беркаринская во́лость  — казахская кочевая волость в Каркаралинском уезде Семипалатинской области.

## История
Создана путем деления Каркаралинской волости на Беркаринскую и Аксаринскую волости в 1878 году. Приблизительно в 1922 году к волости была присоединена Комиссаровскаяч волость.
В октябре 1923 года, на основании постановления ЦИК КазАССР от 17 января 1928 года объединён с Нуринской в Аксаринский район и Беркаринский район.

## Население
Беркаринская волость разрознена по родовым признакам. Численность кибиток по родам на 1884 год:
От рода Шекшек ответвление 
- Нуралы имело 150 кибиток,

от рода Кара ответвления 
- Токал – 100
- Жарас – 300 кибиток.

Толенгуты делились следующим образом: 
- Тоты – 30,
- Жалаир – 50,
- Камбар – 70,
- Канжигалы – 150,
- Садыр – 30,
- Кыргыз – 50,
- Толеу – 52,
- Айтюмбет – 50 кибиток.

К султанскому роду Букейхановых отнесли 18 хозяйств. Таким образом, общее число кибиток (хозяйств) определено в 1300 единиц.
Учет 1897 года: в Беркаринской волости - 7 аулов, 1389 кибиток и 6755 человек населения.

## Территория

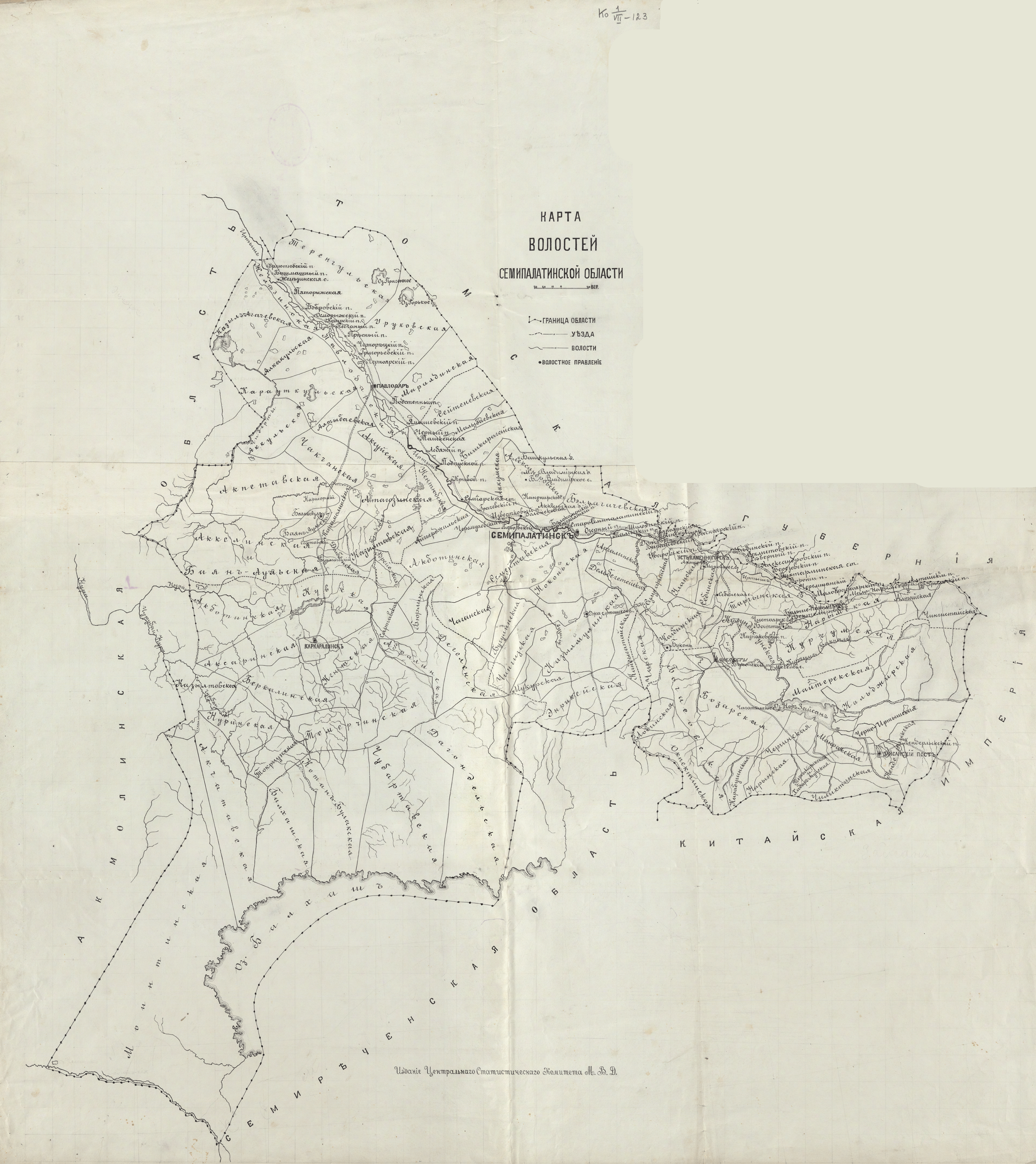
Карта волостей Семипалатинской области 1893 года

Территория находилась на юго-западе Каркаралинского внешнего округа, а потом Каркаралинского уезда, сейчас находится на севере современного Каркаралинского районов.

## Административное деление
Делилась на 8 административных аулов:
| Название административного аула (старшинство) | Число кибиток (юрта) (1887) 1878 | Число кибиток (1905) Щербина, МПЗК | Число хозяйственных аулов | Отделение подрода                                 |
| --------------------------------------------- | -------------------------------- | ---------------------------------- | ------------------------- | ------------------------------------------------- |
| 1                                             | 199                              |                                    | 55                        | Торе Букейхановы и их толенгиты                   |
| 2                                             | 176                              |                                    | 60                        | Кутыбай, Байкенже, Букейхановы с толенгитами      |
| 3                                             | 103                              |                                    | 41                        | Бекперлы, Марлыбай, Байбатыр, Альтюбет            |
| 4                                             | 199                              |                                    | 71                        | Киикпай, Нокыс, Баймамбет, Наймамбай,             |
| 5                                             | 178                              |                                    | 81                        | Токал из Карашор, Жарас из рода Кара, Кара, Сапар |
| 6                                             | 198                              |                                    | 49                        | Байкыс, Нуралы из Шекшек, Мурза, Шекшек           |
| 7                                             | 199                              |                                    | 25                        | Баркоз из Кожас, Баргон сын Баркоз                |
| 8                                             | 112                              |                                    | 15                        | Торе Букейхановы и их толенгиты                   |
| 9                                             | 149                              |                                    |                           |                                                   |
| 10                                            | 106                              |                                    |                           |                                                   |
| 11                                            | 175                              |                                    |                           |                                                   |
| 12                                            | 183                              |                                    |                           |                                                   |
| Всего                                         | 1975                             |                                    |                           |                                                   |

## Животноводство
| Административный аул | Лошади | КРС | Верблюды | Овцы | Козы |
| -------------------- | ------ | --- | -------- | ---- | ---- |
| I                    |        |     |          |      |      |
| II                   |        |     |          |      |      |
| III                  |        |     |          |      |      |
| IV                   |        |     |          |      |      |
| V                    |        |     |          |      |      |
| VI                   |        |     |          |      |      |
| VII                  |        |     |          |      |      |
| VIII                 |        |     |          |      |      |
| Итого                |        |     |          |      |      |

## Главы

### Волостные управители и бии Беркаринской волости 1872—1916 годы

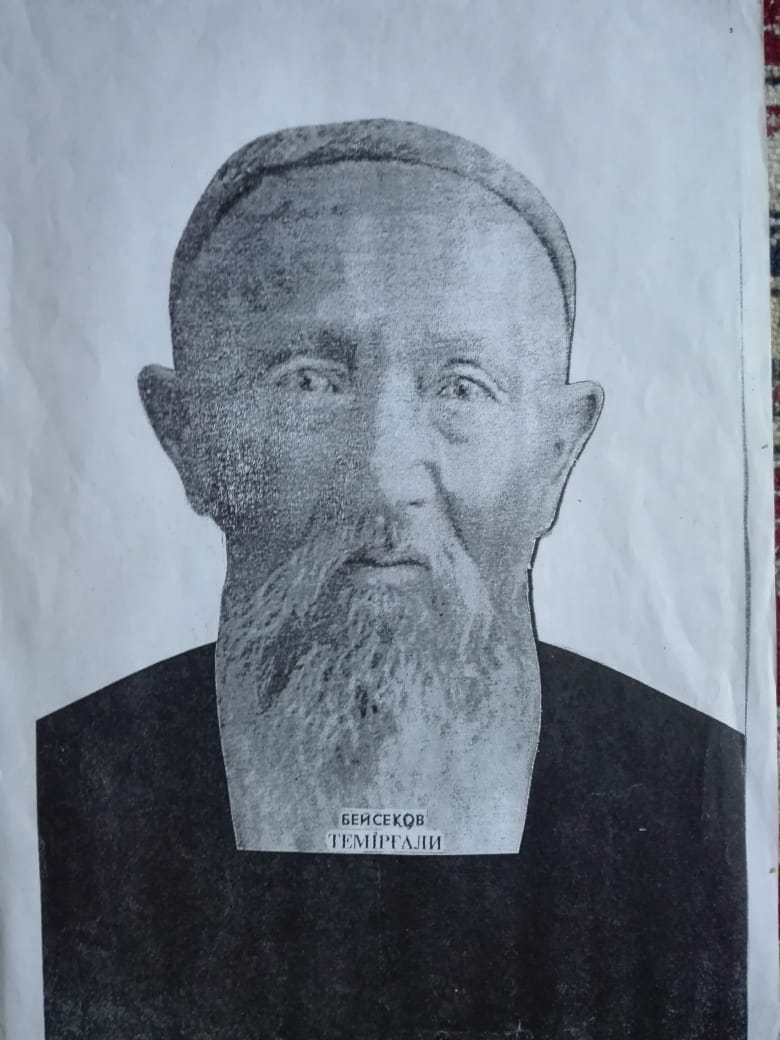
Темиргали Бейсеков волостной управитель Беркаринской волости 1909-1911 гг

С 10 июля 1884 года по 1886 год волостью руководили Акпай Жандеркин и Мухаметжан Иткарин. Народные судьи в аулах: султан Кожахан Саржанов, Бексултан Сергазин, Байжан Кочаев, Тайжан Жантоков, Токпан Боктаев, Шорманбай Тунгышбаев, Суйгенбай Меирманов.
С 3 марта 1887 года губернатор утвердил волостным Мухаметжана Иткарина, заместителем волостного - Бейсеке Бакалова. Народные судьи в аулах: № 1 – султан Жусуп Омарханов, № 2 – султан Кожахан Саржанов (умер 20.02.1889), № 3 – Исмаил Адыров, № 4 – Абет Жакаев, возможно, Жанаев (умер 11.03.1888), его сменил Каримбай Беласаров, № 5 – Баймырза Байсарин, № 6 - Шорманбай Тунгышбаев, № 7 - Суйгенбай Меирманов. Суйгенбай Меирманов 12 октября 1887 года был отстранен от должности за неподчинение требованиям волостного управителя.
С 31 октября 1889 года во главе волости - Бексултан Сергазин и Шаймухамет Кулатаев. Народные судьи в аулах: № 1 – султан Мухамет-Жунус Саржанов, № 2 – султан Жусуп Омарханов, № 3 – Бейсек Бакалов, № 4 – Касым Жандеркин (умер 23.02.1892), его сменил Каримбай Беласаров, № 5 – Тайжан Жантоков, № 6 - Отебай Бергадаев, № 7 – Барлыбай Тоймасов.
С 25 ноября 1892 года во главе волости - султан Жунус Саржанов и Акпай Жандеркин. Народные судьи в аулах: № 1 – Майлыбай Джаилхожин, № 2 – султан Жусуп Омарханов, № 3 – Шаймухамет Кулатаев, № 4 – Карымбай Беласаров (умер 09.06.1893), его сменил Жарылгап Беласаров, № 5 – Тайжан Жантоков, № 6 – Оспан Нысанов, № 7 – Суйгенбай Меирманов.
Новое назначение состоялось 19 сентября 1895 года. Волостной - султан Мухамет-Жунус Саржанов, заместитель волостного – Косубай Бергадаев. Народные судьи в аулах: № 1 – Майлыбай Джаилхожин, № 2 – султан Жусуп Омарханов, № 3 – Абыш Актаев, № 4 – Жарылгап Беласаров, № 5 – Баймырза Байсарин, № 6 – Еркебай Бейсекин, № 7 – Суйгенбай Меирманов, № 8 - Шорманбай Тунгышбаев.
С 20 ноября 1898 года волостью руководили Акпай Жандеркин и Бек Акпаев. Народные судьи в аулах: № 1 – султан Мухамет-Жунус Саржанов (умер 11.05.1899), его сменил Майлыбай Джаилхожин, № 2 – султан Жусуп Омарханов, № 3 – Шаймухамет Кулатаев, № 4 – Токберген Жумагулов, № 5 – Баймырза Байсарин, № 6 – Еркебай Бейсекин, № 7 – Барлыбай Тоймасов, № 8 - Шорманбай Тунгуышбаев.
Акпай Жандеркин и Бек Акпаев продолжали руководить волостью и в следующее трехлетие, начиная с 15 октября 1901 года. Народные судьи в аулах: № 1 – Дарибек Байжуманов, № 2 – Ержан Тасымов, № 3 – Абдрахман Аманжолов, № 4 – Токберген Жумагулов, № 5 – Батырбек Махатов (Макатов), № 6 – Еркебай Бейсекин, № 7 – Барлыбай Тоймасов, № 8 - Шорманбай Тунгышбаев.
Со 2 апреля 1905 года во главе волости - Абыш Акаев и султан Махмут Чингисов. Народные судьи и их заместители в аулах: № 1 – Даирбек Байжуманов и Салтыбек Байжуманов, № 2 – султан Жусуп Омарханов и Бексултан Сергазин, № 3 – Шаймухамет Кулатаев и Калманбет Кошкынбаев, № 4 – Самен Саптаков и Суйгембай Меирманов, № 5 – Айнабек Косубаев (умер 27.09.1905) и Монек Машеков, № 6 – Еркебай Бейсекин и Куанышбай Тангулов, № 7 – Акылбай Сандыбаев и Есенбек Байназаров, № 8 - Шорманбай Тунгышбаев и Бажак Майлыбаев.
С 20 февраля 1909 года волостью управляли Темиргали Бейсекин и султан Садвокас Чингисов. Народные судьи и их заместители в аулах: № 1 – Тякыш Майлыбаев и Смагул Майлыбаев, № 2 – султан Жусуп Омарханов и султан Садык Омарханов, № 3 – Борсыкбай Кулатаев и Омар Аманжолов, № 4 – Токберген Жумагулов и Кожабек Сабырбеков, № 5 – Монек Машеков и Агыбай Кулшыманов, № 6 – Еркебай Бейсекин и Татыбай Бокбасаров, № 7 – Акылбай Сандыбаев и Жекей Сандыбаев, № 8 - Шорманбай Тунгышбаев и Омар Тржабаев.
С 28 июня 1911 года волостью руководили Тынышбек Нургельдин и Иса Айткарин. Народные судьи и их заместители в аулах: № 1 – султан Ахмет Чингисов и Камелхан Самратов, № 2 – султан Жусуп Омарханов и султан Садык Омарханов, № 3 – Борсыкбай Кулатаев и Жаксыбек Сериков, № 4 – Токберген Жумагулов и Молдабек Жумабаев, № 5 – Трусбек Алшагиров и Монек Машеков, № 6 – Бекет Мушекин и Акбас Науанов, № 7 – Нурбай Борлыбаев и Акылбай Сандыбаев, № 8 – Китан Крымхожин и Омар Тржабаев, № 9 - не выявлено, № 10 - Сыздык Елшынбаев – Жумагул Коржунбаев.

## Делегаты 1917 года
Уполномоченные (делегаты) от волости на 6 марта 1917 года: Акбаев Жакып, Шантин Мустафа;
Членами Совета уездного комитета избрать от волостей: Акбаев Жакып, Шантин Мустафа, Сартов Жакей;